# Provincia di Bac Ninh
Bac Ninh (vietnamita: Bắc Ninh) è una provincia del Vietnam, della regione del Delta del fiume Rosso. Il nome della provincia deriva dal sino-vietnamita (Hán Tự: 北寧) letteralmente "serenità nordica".
Questa provincia occupa una superficie di 822,7 km² e ha una popolazione di 1.368.840 abitanti. 
La capitale provinciale è Bắc Ninh. 
Nella provincia, in particolare nella cittadina di Đông Hồ, si realizzano le tradizionali pitture nello stile Dong Ho.

## Distretti
La provincia di Bắc Ninh è divisa in sette distretti:
- Gia Bình
- Lương Tài
- Quế Võ
- Thuận Thành
- Tiên Du
- Từ Sơn
- Yên Phong

Bắc Ninh è una municipalità autonomia.